# Ineos Grenadiers w sezonie 2021
Ineos Grenadiers w sezonie 2021 – podsumowanie występów zawodowej grupy kolarskiej Ineos Grenadiers w sezonie 2021, w którym należała ona do dywizji UCI WorldTeams.

## Transfery
Opracowano na podstawie:
| Przybyli               | Przybyli                | Odeszli             | Odeszli                |
| Kolarz                 | Poprzednia grupa (2020) | Kolarz              | Nowa grupa (2021)      |
| ---------------------- | ----------------------- | ------------------- | ---------------------- |
| Richie Porte           | Trek-Segafredo          | Chris Froome        | Israel Start-Up Nation |
| Adam Yates             | Mitchelton-Scott        | Wasil Kiryjenka     | –                      |
| Daniel Felipe Martínez | EF Pro Cycling          | Christian Knees     | –                      |
| Laurens De Plus        | Jumbo-Visma             | Ian Stannard        | –                      |
| Thomas Pidcock         | –                       | Christopher Lawless | Team TotalEnergies     |

## Skład
Opracowano na podstawie:
| Skład drużyny 2021                       | Skład drużyny 2021   | Skład drużyny 2021 | Skład drużyny 2021                   |
| Imię i nazwisko                          | Data urodzenia       | Państwo            | Poprzednia grupa                     |
| ---------------------------------------- | -------------------- | ------------------ | ------------------------------------ |
| Andrey Amador                            | 29 sierpnia 1986     | Kostaryka          | Movistar Team (2020)                 |
| Leonardo Basso                           | 25 grudnia 1993      | Włochy             | General Store Bottoli Zardini (2017) |
| Egan Bernal                              | 13 stycznia 1997     | Kolumbia           | Androni-Sidermec-Bottecchia (2017)   |
| Richard Carapaz                          | 29 maja 1993         | Ekwador            | Movistar Team (2019)                 |
| Jonathan Castroviejo                     | 27 kwietnia 1987     | Hiszpania          | Movistar Team (2017)                 |
| Laurens De Plus                          | 4 września 1995      | Belgia             | Jumbo-Visma (2020)                   |
| Rohan Dennis                             | 28 maja 1990         | Australia          | Bahrain-Merida (2019)                |
| Owain Doull                              | 2 maja 1993          | Wielka Brytania    | Team Wiggins (2016)                  |
| Edward Dunbar                            | 1 września 1996      | Irlandia           | Aqua Blue Sport (2018)               |
| Filippo Ganna                            | 25 lipca 1996        | Włochy             | UAE Team Emirates (2018)             |
| Tao Geoghegan Hart                       | 30 marca 1995        | Wielka Brytania    | Axeon-Hagens Berman (2016)           |
| Michał Gołaś                             | 29 kwietnia 1984     | Polska             | Etixx-Quick Step (2015)              |
| Ethan Hayter                             | 18 września 1998     | Wielka Brytania    | VC Londres (2019)                    |
| Sebastián Henao                          | 5 sierpnia 1993      | Kolumbia           | Colombia-Coldeportes (2013)          |
| Michał Kwiatkowski                       | 2 czerwca 1990       | Polska             | Etixx-Quick Step (2015)              |
| Daniel Felipe Martínez                   | 25 kwietnia 1996     | Kolumbia           | EF Pro Cycling (2020)                |
| Gianni Moscon                            | 20 kwietnia 1994     | Włochy             | Zalf Euromobil Désirée Fior (2015)   |
| Jhonatan Narváez                         | 4 marca 1997         | Ekwador            | Quick-Step Floors (2018)             |
| Thomas Pidcock (1 lut–31 gru)            | 30 lipca 1999        | Wielka Brytania    | Trinity Racing (2020)                |
| Richie Porte                             | 30 stycznia 1985     | Australia          | Trek-Segafredo (2020)                |
| Salvatore Puccio                         | 31 sierpnia 1989     | Włochy             |                                      |
| Brandon Rivera                           | 21 marca 1996        | Kolumbia           | GW Shimano (2019)                    |
| Carlos Rodríguez                         | 2 lutego 2001        | Hiszpania          |                                      |
| Luke Rowe                                | 10 marca 1990        | Wielka Brytania    | 100% me (2011)                       |
| Pawieł Siwakow                           | 11 lipca 1997        | Rosja              | BMC Development (2017)               |
| Iván Sosa                                | 31 października 1997 | Kolumbia           | Androni Giocattoli-Sidermec (2018)   |
| Ben Swift                                | 5 listopada 1987     | Wielka Brytania    | UAE Team Emirates (2018)             |
| Geraint Thomas                           | 25 maja 1986         | Wielka Brytania    | Barloworld (2009)                    |
| Dylan van Baarle                         | 21 maja 1992         | Holandia           | Cannondale-Drapac (2017)             |
| Cameron Wurf                             | 3 sierpnia 1983      | Australia          | Cylance-InCycle-Cannondale (2019)    |
| Adam Yates                               | 7 sierpnia 1992      | Wielka Brytania    | Mitchelton-Scott (2020)              |
| Lucas Plapp (1 sie–31 gru, stażysta)     | 25 grudnia 2000      | Australia          | InForm TMX MAKE (2021)               |
|                                          |                      |                    |                                      |
| Źródła: ProCyclingStats Cycling Archives |                      |                    |                                      |

## Zwycięstwa
Opracowano na podstawie:
| Zwycięstwa       | Zwycięstwa                                                 | Zwycięstwa                   | Zwycięstwa      | Zwycięstwa       | Zwycięstwa |
| Data             | Wyścig                                                     | Państwo                      | Kategoria       | Zwycięzca        |            |
| ---------------- | ---------------------------------------------------------- | ---------------------------- | --------------- | ---------------- | ---------- |
| 6 lut            | Étoile de Bessèges, 4. etap                                | Francja                      | 2.1             | Filippo Ganna    |            |
| 7 lut            | Étoile de Bessèges, 5. etap                                | Francja                      | 2.1             | Filippo Ganna    |            |
| 13 lut           | Tour de La Provence, 3. etap                               | Francja                      | 2.Pro           | Iván Sosa        |            |
| 14 lutego 2021   | Tour de La Provence, klasyfikacja generalna                | Francja                      | 2.Pro           | Iván Sosa        |            |
| 22 lut           | UAE Tour, 2. etap                                          | Zjednoczone Emiraty Arabskie | 2.UWT           | Filippo Ganna    |            |
| 23 mar           | Volta Ciclista a Catalunya, 2. etap                        | Hiszpania                    | 2.UWT           | Rohan Dennis     |            |
| 24 mar           | Volta Ciclista a Catalunya, 3. etap                        | Hiszpania                    | 2.UWT           | Adam Yates       |            |
| 25 mar           | Settimana Internazionale di Coppi e Bartali, 3. etap       | Włochy                       | 2.1             | Ethan Hayter     |            |
| 28 marca 2021    | Volta Ciclista a Catalunya, klasyfikacja generalna         | Hiszpania                    | 2.UWT           | Adam Yates       |            |
| 31 mar           | Dwars door Vlaanderen                                      | Belgia                       | 1.UWT           | Dylan van Baarle |            |
| 14 kwi           | Brabantse Pijl                                             | Belgia                       | 1.Pro           | Thomas Pidcock   |            |
| 19 kwi           | Tour of the Alps, 1. etap                                  | Austria                      | 2.Pro           | Gianni Moscon    |            |
| 21 kwi           | Tour of the Alps, 3. etap                                  | Austria                      | 2.Pro           | Gianni Moscon    |            |
| 27 kwi           | Tour de Romandie, prolog                                   | Szwajcaria                   | 2.UWT           | Rohan Dennis     |            |
| 2 maja 2021      | Tour de Romandie, klasyfikacja generalna                   | Szwajcaria                   | 2.UWT           | Geraint Thomas   |            |
| 6 maj            | Volta ao Algarve, 2. etap                                  | Portugalia                   | 2.Pro           | Ethan Hayter     |            |
| 8 maj            | Giro d'Italia, 1. etap                                     | Włochy                       | 2.UWT           | Filippo Ganna    |            |
| 16 maj           | Giro d'Italia, 9. etap                                     | Włochy                       | 2.UWT           | Egan Bernal      |            |
| 19 maj           | Vuelta a Andalucía, 2. etap                                | Hiszpania                    | 2.Pro           | Ethan Hayter     |            |
| 22 maj           | Vuelta a Andalucía, 5. etap                                | Hiszpania                    | 2.Pro           | Ethan Hayter     |            |
| 24 maj           | Giro d'Italia, 16. etap                                    | Włochy                       | 2.UWT           | Egan Bernal      |            |
| 30 maja 2021     | Giro d'Italia, klasyfikacja generalna                      | Włochy                       | 2.UWT           | Egan Bernal      |            |
| 30 maj           | Giro d'Italia, 21. etap                                    | Włochy                       | 2.UWT           | Filippo Ganna    |            |
| 3 cze            | Critérium du Dauphiné, 5. etap                             | Francja                      | 2.UWT           | Geraint Thomas   |            |
| 6 czerwca 2021   | Critérium du Dauphiné, klasyfikacja generalna              | Francja                      | 2.UWT           | Richie Porte     |            |
| 10 cze           | Tour de Suisse, 5. etap                                    | Szwajcaria                   | 2.UWT           | Richard Carapaz  |            |
| 13 czerwca 2021  | Tour de Suisse, klasyfikacja generalna                     | Szwajcaria                   | 2.UWT           | Richard Carapaz  |            |
| 27 cze           | Gran Premio di Lugano                                      | Szwajcaria                   | 1.1             | Gianni Moscon    |            |
| 24 lip           | Letnie igrzyska olimpijskie – start wspólny                | Japonia                      | Richard Carapaz |                  |            |
| 19 sie           | Tour of Norway, 1. etap                                    | Norwegia                     | 2.Pro           | Ethan Hayter     |            |
| 20 sie           | Tour of Norway, 2. etap                                    | Norwegia                     | 2.Pro           | Ethan Hayter     |            |
| 22 sierpnia 2021 | Tour of Norway, klasyfikacja generalna                     | Norwegia                     | 2.Pro           | Ethan Hayter     |            |
| 7 wrz            | Tour of Britain, 3. etap                                   | Wielka Brytania              | 2.Pro           | Ineos Grenadiers |            |
| 9 wrz            | Tour of Britain, 5. etap                                   | Wielka Brytania              | 2.Pro           | Ethan Hayter     |            |
| 19 wrz           | Mistrzostwa świata – jazda indywidualna na czas            | Belgia                       | CM              | Filippo Ganna    |            |
| 14 paź           | Mistrzostwa Wielkiej Brytanii – jazda indywidualna na czas | Wielka Brytania              | CN              | Ethan Hayter     |            |

## Ranking UCI
| Ranking UCI | Ranking UCI            | Ranking UCI     | Ranking UCI |
| Kolarz      | Kolarz                 | Państwo         | Punkty      |
| ----------- | ---------------------- | --------------- | ----------- |
| 5.          | Egan Bernal            | Kolumbia        | 2576 pkt    |
| 8.          | Adam Yates             | Wielka Brytania | 2251 pkt    |
| 10.         | Richard Carapaz        | Ekwador         | 2018 pkt    |
| 28.         | Ethan Hayter           | Wielka Brytania | 1335 pkt    |
| 29.         | Richie Porte           | Australia       | 1303 pkt    |
| 33.         | Thomas Pidcock         | Wielka Brytania | 1275 pkt    |
| 34.         | Geraint Thomas         | Wielka Brytania | 1268 pkt    |
| 38.         | Dylan van Baarle       | Holandia        | 1235 pkt    |
| 53.         | Filippo Ganna          | Włochy          | 981 pkt     |
| 77.         | Gianni Moscon          | Włochy          | 741 pkt     |
| 93.         | Michał Kwiatkowski     | Polska          | 702 pkt     |
| 132.        | Rohan Dennis           | Australia       | 471 pkt     |
| 146.        | Daniel Felipe Martínez | Kolumbia        | 420 pkt     |
| 155.        | Carlos Rodríguez       | Hiszpania       | 396 pkt     |
| 162.        | Pawieł Siwakow         | Rosja           | 373 pkt     |
| 245.        | Ben Swift              | Wielka Brytania | 259 pkt     |
| 284.        | Iván Sosa              | Kolumbia        | 230 pkt     |
| 333.        | Tao Geoghegan Hart     | Wielka Brytania | 195 pkt     |
| 490.        | Edward Dunbar          | Irlandia        | 121 pkt     |
| 610.        | Michał Gołaś           | Polska          | 89 pkt      |
| 623.        | Owain Doull            | Wielka Brytania | 85 pkt      |
| 667.        | Jhonatan Narváez       | Ekwador         | 79 pkt      |
| 768.        | Sebastián Henao        | Kolumbia        | 66 pkt      |
| 813.        | Jonathan Castroviejo   | Hiszpania       | 60 pkt      |
| 959.        | Laurens De Plus        | Belgia          | 48 pkt      |
| 1740.       | Luke Rowe              | Wielka Brytania | 13 pkt      |
| 1969.       | Andrey Amador          | Kostaryka       | 9 pkt       |
| 2301.       | Leonardo Basso         | Włochy          | 4 pkt       |
| 2718.       | Brandon Rivera         | Kolumbia        | 1 pkt       |